# Rose McGrandle
Rose McGrandle (ur. 24 stycznia 1987 w Milton Keynes) – brytyjska skeletonistka.

## Kariera
W zawodach Pucharu Świata zadebiutowała 4 stycznia 2014 roku w Winterbergu, zajmując dziesiąte miejsce. Jedyny raz na podium zawodów tego cyklu stanęła 8 lutego 2015 roku w Igls, zajmując trzecie miejsce. W zawodach tych wyprzedziły ją jedynie jej rodaczka - Elizabeth Yarnold oraz Austriaczka Janine Flock. W klasyfikacji generalnej sezonu 2014/2015 zajęła ostatecznie siódme miejsce. W 2015 roku wystartowała na mistrzostwach świata w Winterbergu, gdzie zajęła dziewiątą pozycję. Była też szesnasta na rozgrywanych trzy lata wcześniej mistrzostwach świata w Lake Placid. Nigdy nie wystąpiła na igrzyskach olimpijskich. W 2015 roku zakończyła karierę.